# Kyphi
Le kyphi (du grec ancien, κῦφι, traduction de l'égyptien kp.t) est un parfum sous forme solide de l'Égypte antique. C'est une sorte d'encens sacré. Les Égyptiens le faisaient brûler en l'honneur du dieu Rê, qu'ils vénéraient. Ils croyaient que chaque ingrédient composant le kyphi avait des propriétés magiques.

## Composition
On y trouvait notamment généralement de dix à seize ingrédients, (jusqu'à cinquante ingrédients chez Nicolas Myrepsos) : le souchet odorant, du miel, de la cannelle, de la myrrhe, des baies de genièvre et du bois de santal, mais aussi la térébinthe, les graines de genévrier, le nard, les fleurs de genêt, le jonc odorant.

## Propriétés
Ses propriétés sont réputées bienfaisantes et il aurait des vertus apaisantes : « mélangé à des boissons, il est prescrit dans les affections pulmonaires et hépatiques. Cuit avec du miel, il est conditionné en pastilles pour garder l'haleine fraîche ». Ce parfum rappelle ainsi que la pharmacopée égyptienne tirait l'essentiel de ses remèdes (potions, gargarismes, infusions, cataplasme, pilules...) des résines et des herbes odoriférantes.

## Attestations
La plus ancienne référence connue au kyphi provient des textes des pyramides où il apparaît dans la liste des éléments dont le roi pourra profiter dans la vie de l'au-delà. Le papyrus Harris I garde la trace des donations et livraisons d'herbes et de résines pour sa fabrication dans les temples de l'époque de Ramsès III. Les instructions pour la préparation du kyphi et la liste des ingrédients se trouvent parmi les inscriptions murales des temples d'Edfou et de Dendérah en Haute-Égypte. Le prêtre égyptien Manéthon est connu pour avoir écrit un traité nommé Préparation du kyphi - Recettes, mais aucune copie ne nous est parvenue.

## De nos jours
Diverses tentatives modernes de reconstitution du kyphi ont été entreprises.
En 2002, la parfumeuse Sandrine Videault, en collaboration avec une équipe du CNRS et du laboratoire du groupe L'Oréal, s'inspire d’un texte de Plutarque et de représentations des temples temples d'Edfou et de Philæ, et reconstitue une version du parfum, complétées par des données égyptologiques et botanique, composé de seize ingrédients.
En 2021, l'archéologue Dora Godsmith de l'université libre de Berlin effectue également une recréation du parfum.
En septembre 2022, une maison de parfumerie remet sur le marché une formulation moderne du kyphi, sans toutefois pouvoir utiliser certains ingrédients originels comme le baume.